# Plunder of the Sun (film)
Plunder of the Sun is een Amerikaans-Mexicaanse film noir uit 1953 onder regie van John Farrow. Het scenario is gebaseerd op de gelijknamige roman uit 1949 van de Amerikaanse auteur David Dodge.

## Verhaal
De Amerikaanse verzekeringsagent Al Colby komt terecht in Mexico. Hij gaat er samen met een archeoloog en een verzamelaar van antiek op zoek naar schatten in de ruïnes van Zapoteca.

## Rolverdeling
| Acteur              | Personage        |
| ------------------- | ---------------- |
| Glenn Ford          | Al Colby         |
| Diana Lynn          | Julie Barnes     |
| Patricia Medina     | Anna Luz         |
| Francis L. Sullivan | Thomas Berrien   |
| Sean McClory        | Jefferson        |
| Eduardo Noriega     | Raul Cornejo     |
| Julio Villarreal    | Ulbaldo Navarro  |
| Charles Rooner      | Kapitein Bergman |
| Douglass Dumbrille  | Consul           |